# 다론 아제몰루
카메르 다론 아제몰루(튀르키예어: Kamer Daron Acemoğlu, 영어: Kamer Daron Acemoglu 캐머 대런 아세모글루[*], 튀르키예어 발음: [daˈɾon aˈdʒemoːɫu], 1967년 9월 3일~)는 튀르키예와 미국의 경제학자이다. 아르메니아계 튀르키예인으로 1993년 매사추세츠 공과대학교(MIT)에서 교수 경력을 시작했고 현재 엘리자베스와 제임스 킬리언 경제학 교수로 활동하고 있다.
1967년 튀르키예 이스탄불에서 태어나 경제성장, 소득불균형, 노동경제학 등을 연구했다. 2005년 존 베이츠 클라크 메달을 받았고 2019년 MIT의 명예 교수로 임명되었으며 2024년 사이먼 존슨, 제임스 A. 로빈슨과 함께 노벨 경제학상을 수상했다. 대표적인 저서는 제임스 A. 로빈슨과 공동 저술한 《국가는 왜 실패하는가》(Why Nations Fail)이다.

## 어린 시절
다론 아제몰루는 1967년 9월 3일 튀르키예 이스탄불에서 아르메니아에서 튀르키예에 정착한 아르메니아인 부모에게서 태어났다. 아버지 케보르크 아제몰루(튀르키예어: Kevork Acemoğlu, 1938~1988)는 법관과 이스탄불 대학교의 강사였고 어머니 이르마 아제몰루(튀르키예어: İrma Acemoğlu, ~1991)는 카디쾨이에 있는 아르메니아인 초등학교 아라미안 운주얀 에르메니 일크 베 오르타오쿨루(튀르키예어: Aramyan Uncuyan Ermeni İlk ve Ortaokulu)의 교장이었다.

## 개인사
아제몰루의 이름은 아르메니아어 이름 타론 아체미얀(아르메니아어: Տարօն Աճէմեան)이 튀르키예어식으로 변화한 이름이다. 성 아제몰루는 아랍어 아얌(아랍어: عجم)에 기원을 두고 있는 아르메니아어 성씨 아체미얀이 튀르키예어식으로 변화한 것이며 가운데 이름 다론은 다론 지역에서 유래한 아르메니아 남성들이 주로 사용하는 이름 타론이 튀르키예어식으로 변화한 것이다.